# 蒂耶布勒蒙-法雷蒙
蒂耶布勒蒙-法雷蒙（法語：Thiéblemont-Farémont，法語發音：[tjebləmɔ̃ faʁemɔ̃]）是法国马恩省的一个市镇，属于维特里勒弗朗索瓦区。该市镇于1862年由原市镇蒂耶布勒蒙（Thiéblemont）和法雷蒙（Farémont）合并而成。

## 地理
蒂耶布勒蒙-法雷蒙（48°41'25"N, 4°43'49"E）面积9.25 平方千米，位于法国大東部大區马恩省，该省份为法国东北部内陆省份，北起阿登省，西北接埃纳省，西南接塞纳-马恩省，南至奥布省，东南接上马恩省，东临默兹省。
与蒂耶布勒蒙-法雷蒙接壤的市镇（或旧市镇、城区）包括：法夫雷斯、埃克里耶讷、欧西涅蒙、埃尔斯勒于捷、马蒂尼库尔-贡库尔、奥尔孔特。

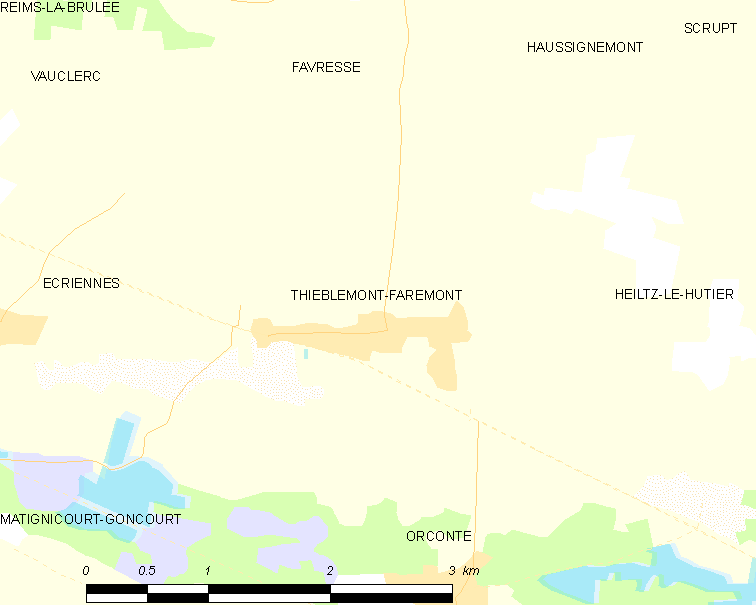
蒂耶布勒蒙-法雷蒙的OSM定位图

蒂耶布勒蒙-法雷蒙的时区为UTC+01:00、UTC+02:00（夏令时）。

## 行政
蒂耶布勒蒙-法雷蒙的邮政编码为51300，INSEE市镇编码为51567。

## 政治
蒂耶布勒蒙-法雷蒙所属的省级选区为塞迈兹莱班县。

## 人口

1962-2008年间蒂耶布勒蒙-法雷蒙人口变化图示

蒂耶布勒蒙-法雷蒙于2022年1月1日时的人口数量为512人。